# 小黃瓜動物園
小黃瓜動物園（Qkumba Zoo），是一個來自南非約翰尼斯堡的舞曲團體，初始團員有三位：主唱Levannah、舞者Tziki和製作人Owl。他們在1995年以單曲The Child （Inside）成名。團員Tziki於1998年離團，Qkumba Zoo改為兩人編制。Qkumba Zoo於2000年改團名為QZoo。2001年貝斯手Cajun加入成為團員。

## 歷年專輯
- Big（1996）:由南非唱片公司David Gresham Records發行，僅於南非當地發行。這時團體是以Qcumba Zoo為名義發行專輯。
- Wake up and Dream(1996)：由Arista唱片公司發行，曲目與"Big" 一樣。
- Butterfly Peepl（2000）：離開Arista發行的第一張專輯。
- Innaskinz（2001）

## 歷年單曲
- The Child(Inside)(1996)：最受歡迎的作品，發行過多首混音版包含由紐約DJ/製作人Junior Vasquez混音的版本。另外這首歌也被美國連鎖的海洋公園"Sea World"以及海上運輸旅遊公司"Carnival Cruise Lines"拿來當過電視廣告主題曲。
- I'm Scared, You are Scared(1997)

## 合輯
- V.A - 5fm presents The Santa Sessions(2002)：這是一張由17組南非藝人所演唱的聖誕節專輯，他們演唱的"O Holy Night"收錄在這張專輯裡面。

## 獲獎紀錄
- 1997年南非音樂大獎最佳舞曲專輯、最佳流行專輯。